# Cinq épices

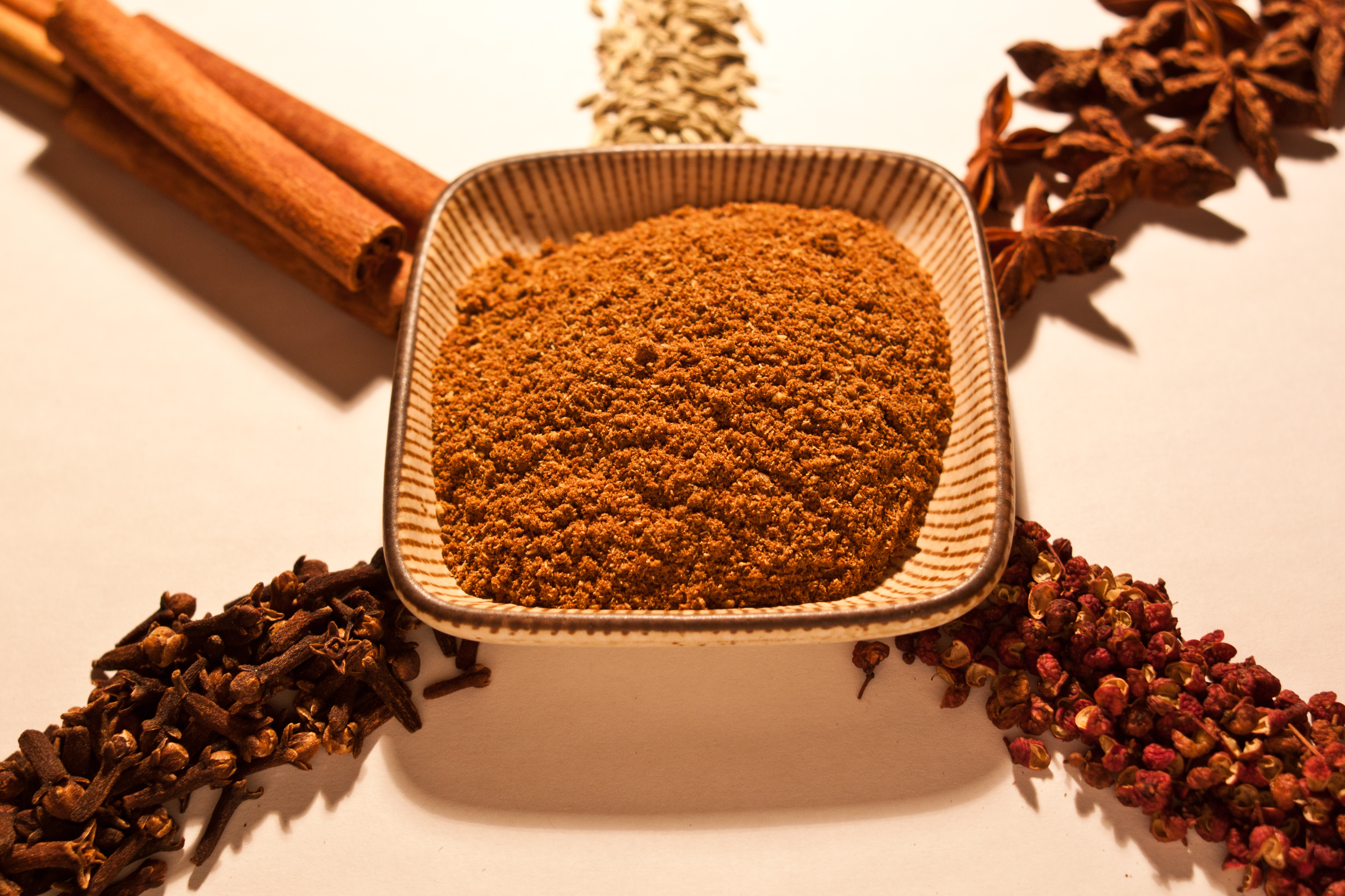
Poudre de cinq épices avec ses constituants (du poivre du Sichuan, des clous de girofle, de la cannelle, des graines de fenouil et de la badiane)

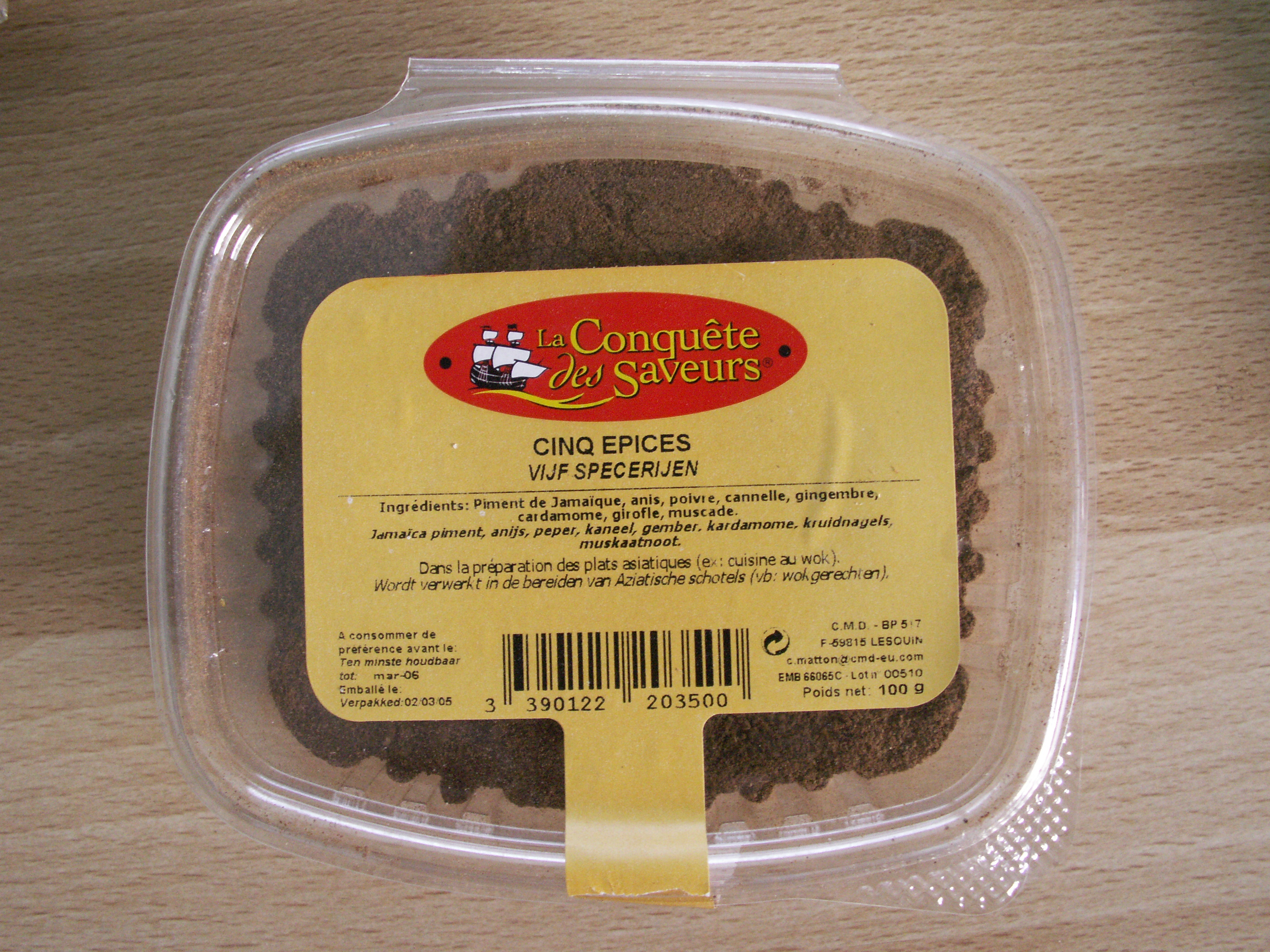
Cinq épices

Les cinq épices ou cinq parfums (chinois : 五香粉 ; pinyin : wǔxiāng fěn ; litt. « poudre de cinq parfums » ; vietnamien : ngũ vị hương) sont un mélange d'épices en provenance de Chine :
- poivre du Sichuan ;
- badiane chinoise (anis étoilé) ;
- cannelle de Chine ;
- clous de girofle ;
- fenouil.

## Utilisation en Chine
- Dans le doufu gan (豆腐干, dòufu gān, « tofu séché ») ou xiang gan (香干, xiāng gān, « sec et parfumé »), doufu (« tofu ») séché aux cinq parfums.

Et dans d'innombrables autres plats.